# تقديم الفعل على الفاعل
تقديم الفعل على الفاعل في بعض اللغات كالإنجليزية عبارة على وضع الفاعل بعد الفعل على خلاف القاعدة، نحو A lamp stood beside the bed بالإنجليزية بعد قلب الترتيب: Beside the bed stood a lamp.